# کیدا
کیدا (انگلیسی: Kidde) شرکت تجهیزات امنیتی خانگی آمریکایی است، که در سال ۱۹۱۷ توسط والتر کیدا تأسیس شد.